# Shilpi Sheoran
Shilpi Sheoran (ur. 31 maja 1989) – indyjska zapaśniczka walcząca w stylu wolnym. Zajęła piąte miejsce na mistrzostwach świata w 2012. Wicemistrzyni Wspólnoty Narodów w 2011. Mistrzyni Igrzysk Azji Południowej w 2016 roku.